# Robinson R22
Robinson R22 je lahki enomotorni helikopter z dvokrakim pol-rigidnim rotorjem, ki ga poganja batni motor. R22 je leta 1973 dizajniral Frank Robinson in je v proizvodnji od leta 1979. Z več kot 4400 izdelanimi je eden izmed najbolj proizvajanih helikopterjev. R22 je bil tudi podlaga za večjega R44.
R22 je dobil FAA certifikacijo marca 1979. Prodajna cena je okrog $270 000,Rabljenega pa se da dobiti za okrog $40 000.R22 je imel sorazmerno majhno ceno nakupa in obratovanja, zato je postal popularen trenažerni helikopter po vsem svetu. Zanimiva je uporaba v Avstraliji, kjer se uporablja za nadzorovanje čred krav. 
R22 ima rotor z nizko inercijo, krmilni sistem je mehanski, brez pomoči hidravlike. Zato so kontrole zelo občutljive in je potrebna pazljivost. Študenti na R22 po navadi nimajo težav pri prehodu na težji helikopter. V ZDA je morajo imeti piloti R22 in R44 posebno dovoljenje od inštruktorja letenja..Za povečanje inercije rotorja so dodali uteži na koncih krakov glavnega rotorja.
Pristajalno podvozje pri večini verzij so sanke, možna so tudi plovci (pontoni), medtem ko kolesno podvozje ni na voljo.
Osnova struktura je narejena iz krom-jeklo litine. Sprednji del je iz steklenih vlaken, aluminija in pleksiglasa. Repni del, vertikalni in horizontalni stabilizatorji so iz aluminija. Pilota sedita eden poleg drugega. Stranska vrata se da odstraniti za boljšo vidljivost npr. pri fotografiranju.
Prva verzija je bil R22, sledila je R22 HP,  R22 Alpha, R22 Beta in R22 Beta II. Po izgledu so si vse verzije pododne. R22 HP je ima 160 konjski Lycoming 0-320-B2C (10 KM več kot originalni R22). R22 Alpha ima malce predelane sanke. R22 Beta ima rotorsko zavoro, možnost dodatnega tanka za gorivo in možnost omejevalnika obratov (engine speed governor). Baterijo so premaknili v motorski del za boljšo stabilnost. Ponudili so tudi verzijo Mariner s plovci in verzijo za policijsko delo.
V Sloveniji ima en helikopter R22 podjetje Solinair

## Tehnične specifikacije
- Posadka: 1
- Dolžina: 28 ft 8 in (8.74 m)
- Premer rotorja: 25 ft 2 in (7,67 m)
- Višina: 8 ft 11 in (2,72 m)
- Površina rotorja: 497 ft² (46,2 m²)
- Prazna teža: 796 lb (389 kg)
- Naložena teža: 920 lb (417 kg)
- Maks. vzletna teža: 1 370 lb (635 kg)
- Motor: 1 × Lycoming O-320-A2B ali -A2C protibatni (bokser) 4-valjni, 124 Km (93 kW)
- Kapaciteta glavnega tanka: 19,8 US gallon (75 litrov)
- Kapaciteta dodatnega tanka (opcijsko): 10,9 US gallon (41 litrov)

- Neprekoračljiva hitrost: 117 mph, 189 km/h, 102 vozlov
- Potovalna hitrost: 110 mph, 177 km/h, 96 vozlov
- Dolet: 240 mi (386 km)
- Višina leta (servisna): 14 000 ft (4 267 m)
- Hitrost vzpenjanja: 1 200 ft/min (6,1 m/s)
- Obremenitev rotorja: 2,61 lb/ft² (13,7 kg/m²)
- Razmerje moč/teža: 0,095 hp/lb (0,147 kW/kg)
- Avtonomija (čas leta): približno 2 uri, z 30 minutno rezervo